# الحيط السفلى (سيدي أحمد الشريف)
الحيط السفلى هي إحدى مشيخات المملكة المغربية، تتبع جغرافيا لإقليم وزان وإداريًا لسيدي أحمد الشريف. يقدر عدد سكانها بـ 4200 نسمة حسب الإحصاء الرسمي للسكان والسكنى لسنة 2004.